# World Series FINA de plongeon 2014
Navigation
Édition 2013 Édition 2015
L'édition 2014 des World Series FINA de plongeon, se dispute durant les mois de mars à juin et comporte six étapes.

## Les étapes
| Date               | Lieu      |
| ------------------ | --------- |
| 14 au 16 mars      | Pékin     |
| 20 au 22 mars      | Dubaï     |
| 25 au 27 avril     | Londres   |
| 2 au 4 mai         | Moscou    |
| 30 mai au 1er juin | Windsor   |
| 6 au 8 juin        | Monterrey |

## Classement

### Hommes
| Place | Nom                 | Nationalité | Point |
| ----- | ------------------- | ----------- | ----- |
| 1     | He Chong            | Chine       | 93    |
| 2     | Illya Kvasha        | Ukraine     | 76    |
| 3     | Jack Laugher        | Royaume-Uni | 72    |
| 4     | Patrick Hausding    | Allemagne   | 55    |
| 5     | Ievgueni Kouznetsov | Russie      | 49    |

| Place | Nom              | Nationalité | Point |
| ----- | ---------------- | ----------- | ----- |
| 1     | Victor Minibaev  | Russie      | 76    |
| 2     | Qiu Bo           | Chine       | 66    |
| 3     | Tom Daley        | Royaume-Uni | 64    |
| 4     | Oleksandr Bondar | Ukraine     | 55    |
| 5     | Sascha Klein     | Allemagne   | 54    |

| Place | Pays        | Point |
| ----- | ----------- | ----- |
| 1     | Chine       | 153   |
| 2     | Ukraine     | 114   |
| 3     | Allemagne   | 103.5 |
| 4     | Mexique     | 96    |
| 5     | Royaume-Uni | 84    |

| Place | Pays      | Point |
| ----- | --------- | ----- |
| 1     | Chine     | 159   |
| 2     | Allemagne | 129   |
| 3     | Mexique   | 90    |
| 4     | Italie    | 87    |
| 5     | Ukraine   | 78    |

### Femmes
| Place | Nom            | Nationalité | Point |
| ----- | -------------- | ----------- | ----- |
| 1     | Wang Han       | Chine       | 82    |
| 2     | He Zi          | Chine       | 70    |
| 3     | Tania Cagnotto | Italie      | 66    |
| 4     | Laura Sánchez  | Mexique     | 57    |
| 5     | Pamela Ware    | Canada      | 51    |

| Place | Nom                   | Nationalité | Point |
| ----- | --------------------- | ----------- | ----- |
| 1     | Liu Huixia            | Chine       | 98    |
| 2     | Pandelela Rinong Pamg | Malaisie    | 78    |
| 3     | Roseline Filion       | Canada      | 62    |
| 4     | Meaghan Benfeito      | Canada      | 60    |
| 5     | Tonia Couch           | Royaume-Uni | 45    |

| Place | Pays     | Point |
| ----- | -------- | ----- |
| 1     | Chine    | 162   |
| 2     | Italie   | 117   |
| 3     | Mexique  | 96    |
| 4     | Malaisie | 85.5  |
| 5     | Ukraine  | 78    |

| Place | Pays        | Point |
| ----- | ----------- | ----- |
| 1     | Chine       | 144   |
| 2     | Malaisie    | 126   |
| 3     | Royaume-Uni | 114   |
| 4     | Canada      | 114   |
| 5     | Mexique     | 90    |

## Vainqueurs par épreuve
| Étapes    | Hommes              | Hommes          | Hommes                                   | Hommes                             |             | Femmes           | Femmes                      | Femmes                                  | Femmes |
| Étapes    | Tremplin 3m         | Haut vol 10m    | Synchro 3m                               | Synchro 10m                        | Tremplin 3m | Haut vol 10m     | Synchro 3m                  | Synchro 10m                             |        |
| Pékin     | He Chong            | Cao Yuan        | Russie Ievgueni Kouznetsov Ilia Zakharov | Chine Cao Yuan Lin Yue             | Wang Han    | Liu Huixia       | Chine Shi Tingmao Wu Minxia | Chine Chen Ruolin Liu Huixia            |        |
| Dubaï     | He Chong            | Victor Minibaev | Allemagne Stephan Feck Patrick Hausding  | Chine Cao Yuan Lin Yue             | He Zi       | Liu Huixia       | Chine Shi Tingmao Wu Minxia | Chine Chen Ruolin Liu Huixia            |        |
| Londres   | He Chong            | Yang Jian       | Chine He Chong Qin Kai                   | Chine Yang Jian Chen Aisen         | He Zi       | Chen Ruolin      | Chine Shi Tingmao Wu Minxia | Chine Chen Ruolin Liu Huixia            |        |
| Moscou    | Ievgueni Kouznetsov | Chen Aisen      | Russie Ievgueni Kouznetsov Ilia Zakharov | Mexique Ivan Garcia German Sanchez | He Zi       | Liu Huixia       | Chine Shi Tingmao Wu Minxia | Chine Chen Ruolin Liu Huixia            |        |
| Windsor   | He Chong            | Cao Yuan        | Chine Lin Yue Cao Yuan                   | Chine Lin Yue Cao Yuan             | Shi Tingmao | Huang Xiaohui    | Chine Wang Han He Zi        | Canada Meaghan Benfeito Roseline Filion |        |
| Monterrey | Patrick Hausding    | Qiu Bo          | Chine Cao Yuan Lin Yue                   | Chine He Zi Wang Han               | Shi Tingmao | Meaghan Benfeito | Chine Tai Xiao Hu Yang Hao  | Chine Huang Xiaohui Lian Jie            |        |